# 왕송호

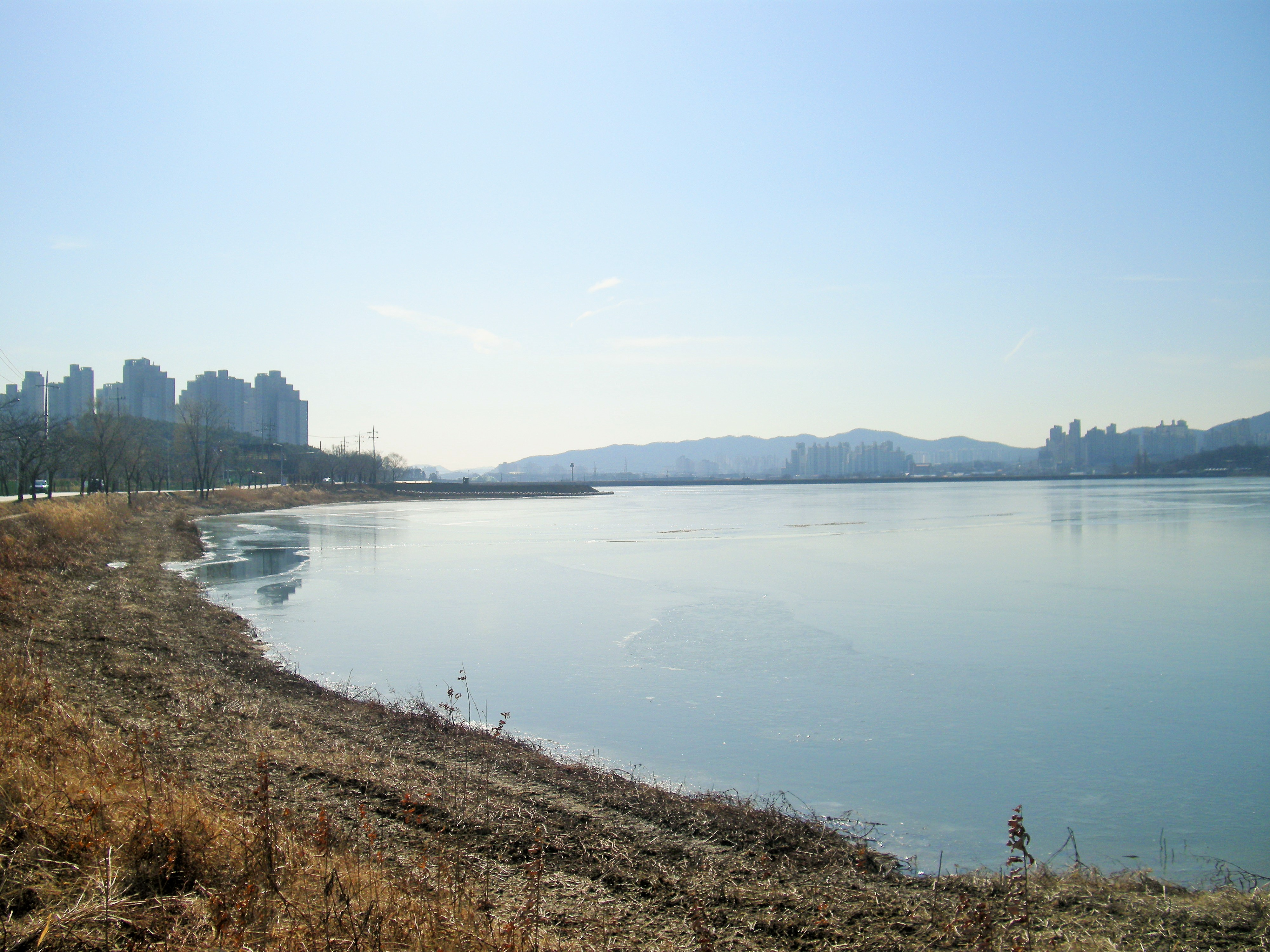
왕송호 (2015년 2월 1일)

왕송호(旺松湖) 또는 왕송호수(旺松湖水)는 경기도 의왕시 남부, 황구지천 상류에 위치한 제방 길이 640 m, 높이 8.2 m, 만수면적 0.96 km2의 호수이다. 1948년 1월에 준공되었으며, 이름은 설치 당시 수원군 일왕면의 '왕'과 매송면의 '송'자를 따서 붙여졌다.
인공호수로 2014년까지는 공식 명칭이 왕송저수지였지만, 2014년 제3차 국가지명위원회에서 왕송호에 공원 시설이 있다는 점을 감안하여 현재의 명칭으로 바꾸는 것을 가결하였다. 2016년 4월 20일 레일바이크 시설인 의왕레일파크가 개장하였다.

## 주변 시설
- 의왕시자연학습공원
- 왕송맑은물처리장
- 의왕조류생태과학관
- 철도박물관
- 의왕레일파크

## 사진

왕송호(당시 왕송저수지) 제방 인근 파노라마. 2012년 7월 26일 촬영
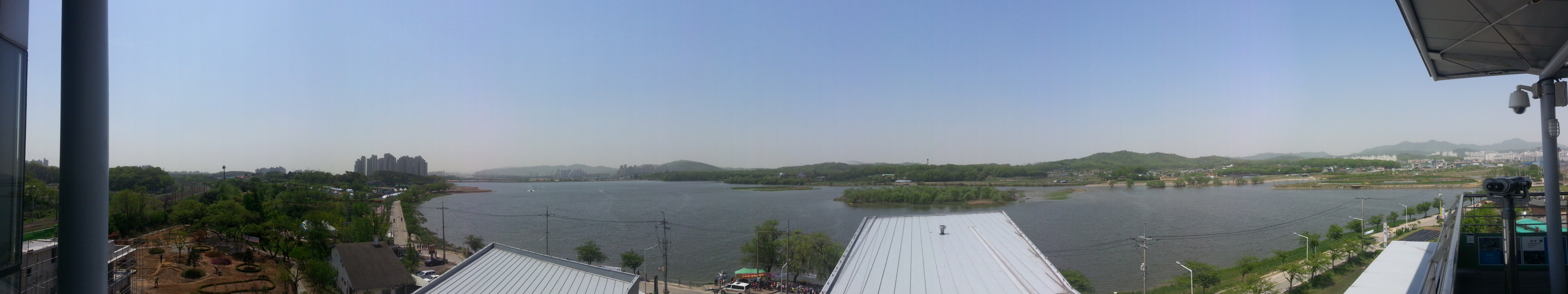
의왕조류생태과학관에서 찍은 왕송호 파노라마. 2015년 5월 4일 촬영

## 같이 보기
- 백운호수